# Coppa di Botswana
La Coppa di Botswana, nota come Orange FA Cup per motivi di sponsorizzazione e conosciuta ufficialmente come BFA Challenge Cup, è una competizione calcistica botswana istituita nel 1968.
In origine la competizione era chiamata Lions Cup. Nel 1992 è diventata Coca Cola Cup per motivi di sponsorizzazione.

## Formula
La competizione si disputa con la formula dell'eliminazione diretta in partita secca e vi partecipano le squadre della Premier League (massimo livello del campionato nazionale), della First Division North, della First Division South (divisioni del secondo livello nazionale) e quelle delle Regional Leagues (tornei a base regionale che rappresentano il terzo livello del campionato). Al primo turno partecipano 32 squadre, le 16 vincenti accedono al secondo turno nel quale entrano altre 16 formazioni, le vincenti accedono al terzo turno dove entrano nella competizione le ultime 16 squadre (i club che nella stagione precedente hanno disputato la Premier League). I club che escono vincitori da questo turno accedono poi agli ottavi di finale e successivamente ai quarti, alle semifinali e alla finale, tutte disputate in gara unica.

### Formato
| Turno         | Squadre                 |
| ------------- | ----------------------- |
| Primo turno   | 32                      |
| Secondo turno | 16 (Primo turno) + 16   |
| Terzo turno   | 16 (Secondo turno) + 16 |
| Ottavi        | 16                      |
| Quarti        | 8                       |
| Semifinali    | 4                       |
| Finale        | 2                       |

## Albo d'oro
| Stagione  | Campione              | Risultato      | Finalista               |
| --------- | --------------------- | -------------- | ----------------------- |
| 1968      | Gaborone United       |                |                         |
| 1969      | sconosciuto           |                |                         |
| 1970      | Gaborone United       |                |                         |
| 1971-1977 | sconosciuto           |                |                         |
| 1978      | Notwane               |                |                         |
| 1979      | Township Rollers      |                |                         |
| 1980-1982 | sconosciuto           |                |                         |
| 1983      | Police XI             | 3-2            | Mochudi Centre Chiefs   |
| 1984      | Gaborone United       |                |                         |
| 1985      | Gaborone United       |                |                         |
| 1986      | Nico Utd              | -              | Gaborone United         |
| 1987      | Nico Utd              |                |                         |
| 1988      | Extension Gunners     |                |                         |
| 1989      | BDF XI                |                |                         |
| 1990      | Gaborone United       |                |                         |
| 1991*     | TASC                  | 3-2            | BDF XI                  |
| 1991*     | Mochudi Centre Chiefs | -              | Extension Gunners       |
| 1992      | Extension Gunners     | 2-1            | TAFIC                   |
| 1993      | Township Rollers      | 4-1            | Gaborone United         |
| 1994      | Township Rollers      | 2-0            | Extension Gunners       |
| 1995      | Notwane               | 3-1            | BDF XI                  |
| 1996      | Township Rollers      | 2-0            | BMC                     |
| 1997      | Notwane               | 2-0            | Mokgosi Young Fighters  |
| 1998      | BDF XI                | 1-0            | Jwaneng Comets          |
| 1999      | Mogoditshane Fighters | 3-0            | Satmos                  |
| 2000      | Mogoditshane Fighters | 1-1 (5-4 pen.) | Gaborone United         |
| 2001      | TASC                  | 2-0            | Extension Gunners       |
| 2002      | TAFIC                 | 0-0 (6-5 pen.) | TASC                    |
| 2003      | Mogoditshane Fighters | 1-0            | Township Rollers        |
| 2004      | BDF XI                | 2-1            | Mogoditshane Fighters   |
| 2005      | Township Rollers      | 3-1            | BMC                     |
| 2006      | Notwane               | 2-1            | BDF XI                  |
| 2007      | BMC                   | 1-1 (6-5 pen.) | ECCO City Greens        |
| 2008      | Mochudi Centre Chiefs | 5-2            | Uniao Flamengo Santos   |
| 2009      | Uniao Flamengo Santos | 1-1 (4-2 pen.) | BDF XI                  |
| 2010      | Township Rollers      | 3-1            | Mochudi Centre Chiefs   |
| 2011      | Extension Gunners     | 3-1            | Motlakase Power Dynamos |
| 2012      | Gaborone United       | 0-0 (4-2 dtr)  | Mochudi Centre Chiefs   |
| 2013-2018 | non disputata         | non disputata  | non disputata           |
| 2019      | Orapa United          | 3-0            | Township Rollers        |
| 2020      | Gaborone United       | 3-0            | Masitaoka               |
| 2021      | cancellata            | cancellata     | cancellata              |
| 2022      | Gaborone United       | 2-1            | Security Systems        |
| 2023      | Gaborone United       | 1-0            | Orapa United            |
| 2024      | Jwaneng Galaxy        | 2-1            | Orapa United            |

### Titoli per club
| Club                  | Vittorie | Stagioni                                             |
| --------------------- | -------- | ---------------------------------------------------- |
| Gaborone United       | 9        | 1968, 1970, 1984, 1985, 1990, 2012, 2020, 2022, 2023 |
| Township Rollers      | 6        | 1979, 1993, 1994, 1996, 2005, 2010                   |
| Notwane               | 4        | 1978, 1995, 1997, 2006                               |
| BDF XI                | 3        | 1989, 1998, 2004                                     |
| Extension Gunners     | 3        | 1988, 1992, 2011                                     |
| Mogoditshane Fighters | 3        | 1999, 2000, 2003                                     |
| Mochudi Centre Chiefs | 2        | 1991, 2008                                           |
| Nico Utd              | 2        | 1986, 1987                                           |
| TASC                  | 2        | 1991, 2001                                           |
| BMC                   | 1        | 2007                                                 |
| Jwaneng Galaxy        | 1        | 2024                                                 |
| Orapa United          | 1        | 2019                                                 |
| Police XI             | 1        | 1983                                                 |
| TAFIC                 | 1        | 2002                                                 |
| Uniao Flamengo Santos | 1        | 2009                                                 |